# ارين كوبر
ارين كوبر (بالإنجليزية: Warren Cooper)‏ هو دبلوماسي وسياسي نيوزلندي، ولد في 21 فبراير 1933 في دنيدن في نيوزيلندا. حزبياً، نشط في الحزب الوطني في نيوزيلندا. وقد انتخب عضو مجلس النواب النيوزيلندي.